# István Tisza

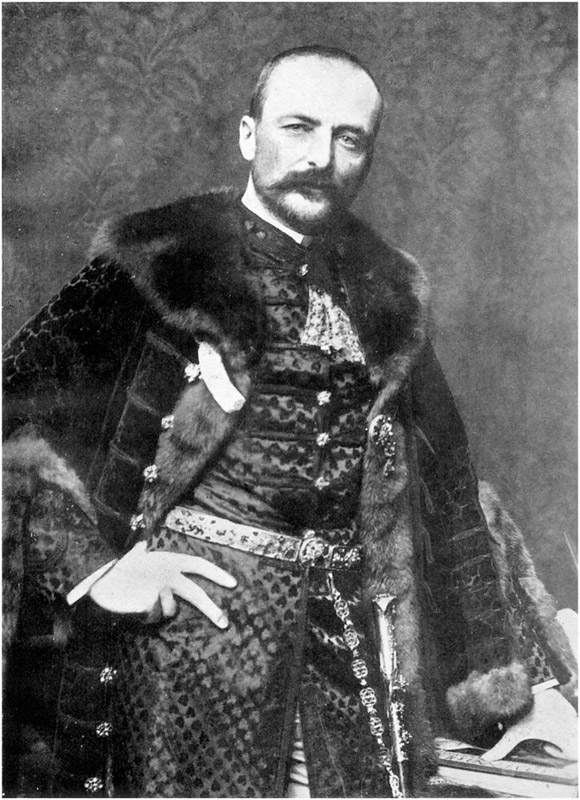
Graf István Tisza

István (Stephan) Graf Tisza von Borosjenő und Szeged [ˈiʃtvaːn ˈtisɒ] (ungarisch szegedi és borosjenői gróf Tisza István, * 22. April 1861 in Pest (Stadt); † 31. Oktober 1918 in Budapest) war als Ministerpräsident Ungarns von 1903 bis 1905 und von 1913 bis 1917 ein führender Politiker Österreich-Ungarns. Er spielte eine wichtige Rolle in der Julikrise, die zum Ausbruch des Ersten Weltkrieges führte.

## Innenpolitik

### Vor dem Krieg

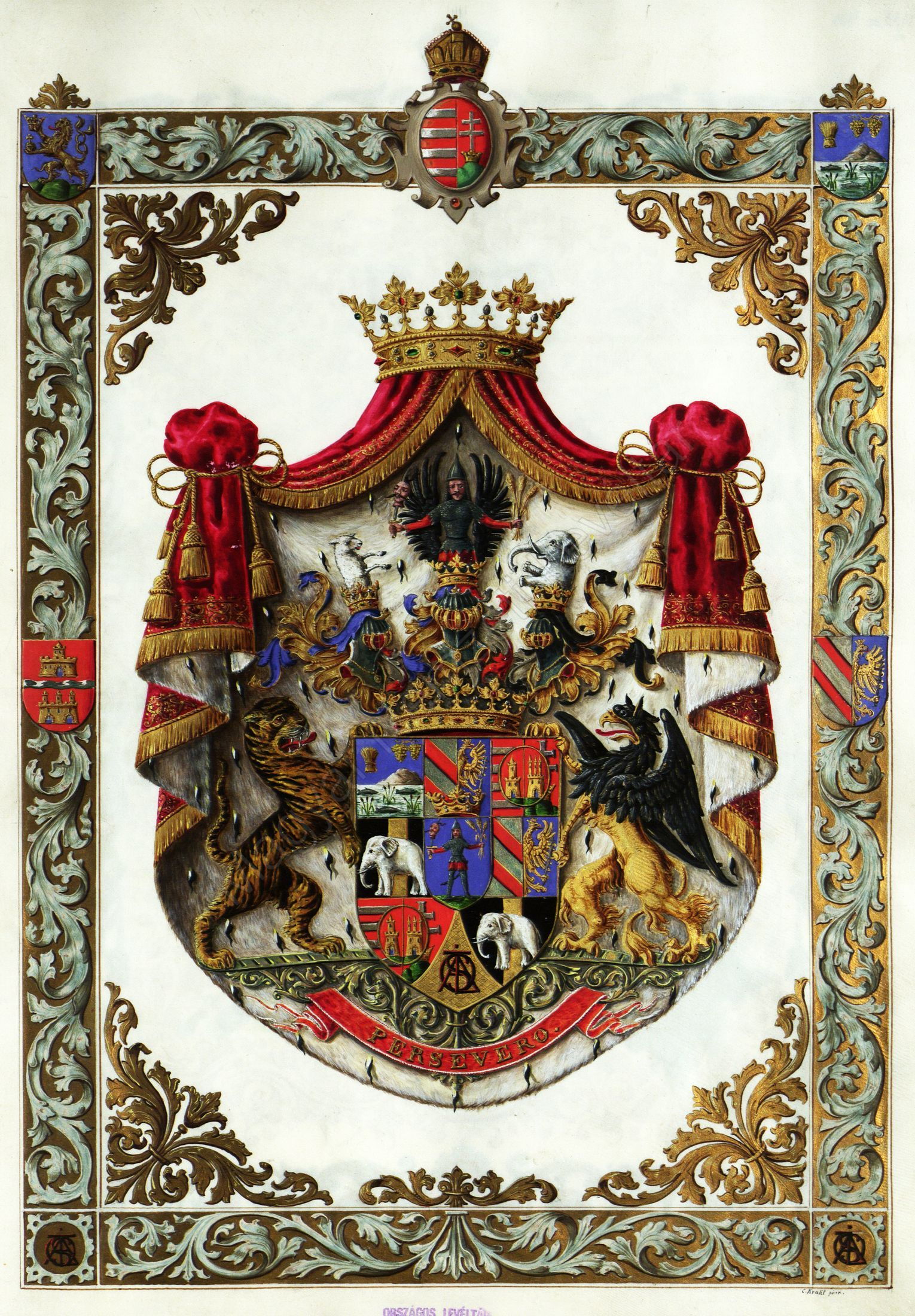
Familienwappen, 1883 zu Wien mit dem Grafenstand und mit Hinzugabe des Prädikats „von Szeged“ verliehen an Lajos Tisza von Borosjenö, wirklicher Geheimer Rat und königlicher Comissär

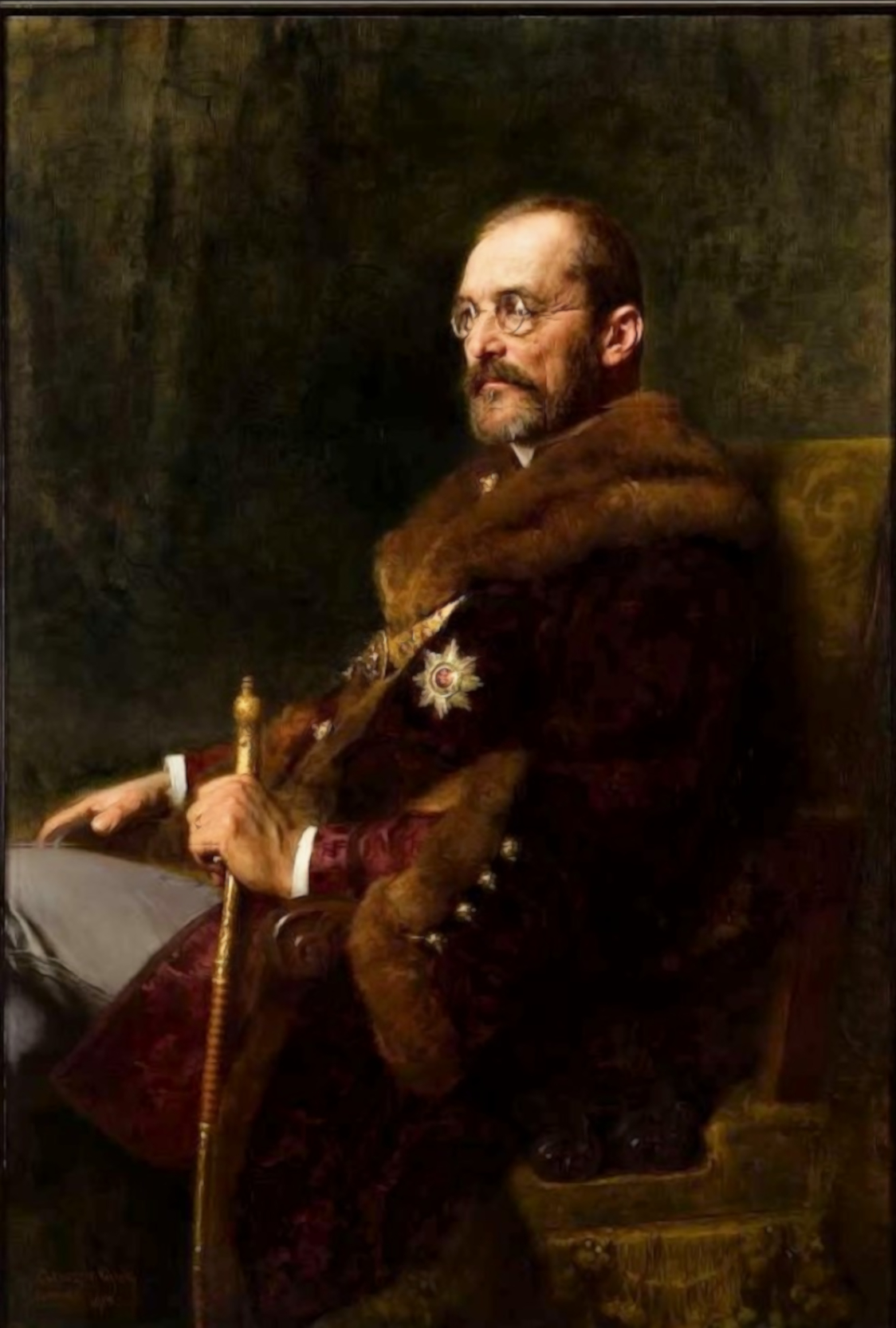
Tisza – Porträt von Gyula Benczúr

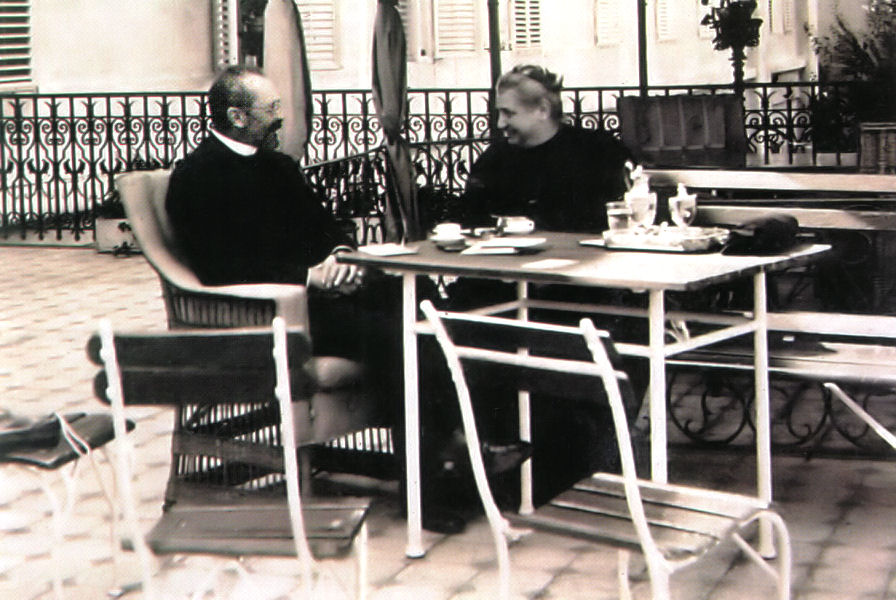
Tisza mit seiner Frau (1904)

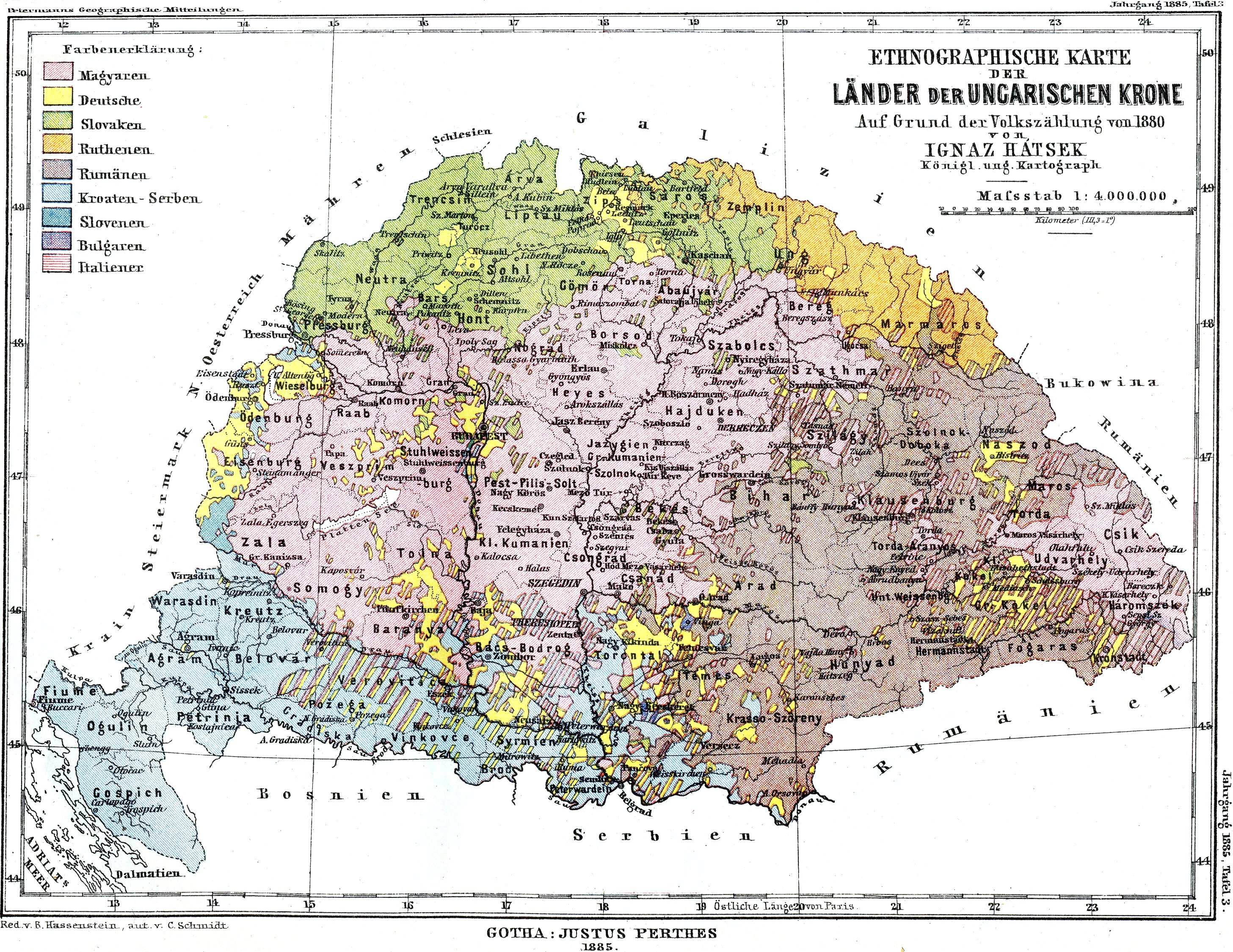
Ethnographische Karte der Länder der Ungarischen Krone

Tisza (vorn, mit Brille und Spazierstock) bei einem Frontbesuch im Ersten Weltkrieg (1915)

Tisza war Calvinist, seine Familie stammte aus dem niederen Adel Siebenbürgens. Der Erbonkel Lajos Tisza erhielt 1883 den erblichen ungarischen Grafenstand.
Seit den sechziger Jahren des 19. Jahrhunderts herrschten in Ungarn die Liberalen (bzw. das linke Zentrum). Istváns Vater Kálmán Tisza formierte daraus 1875 eine neue Liberale Partei, wurde im selben Jahr ungarischer Ministerpräsident und blieb dies bis 1890. István „erbte“ von ihm praktisch die Partei. Sie vertrat eine an den Interessen der oberen magyarischen Gesellschaftsschichten orientierte Politik und war weder an Demokratisierung noch an Gleichberechtigung der anderen Nationalitäten in den Ländern der ungarischen Krone interessiert, obwohl diese etwa die Hälfte der Bevölkerung ausmachten.
Als Abgeordneter zum ungarischen Reichstag und liberaler Parteiführer wirkte Tisza 1902/1903 am Entwurf des „Neunerprogramms“ mit, in dem gefordert wurde, die Macht des Königs an den Reichstag zu binden. Die Frage der ungarischen Dienst- und Kommandosprache in der k.u.k. Armee wurde zwar erwähnt, aber im Forderungskatalog vorerst ausgeklammert. Ansonsten ließ das Programm nach Meinung des christlichsozialen Wiener Publizisten Friedrich Funder, der Thronfolger Franz Ferdinand nahestand, alle chauvinistischen Postulate zu.
Während seiner ersten Amtszeit als Ministerpräsident, 3. November 1903 bis 18. Juni 1905, ließ Tisza die parlamentarische Opposition mit Gewalt bekämpfen. Funder gegenüber meinte Tisza: „Jeder Rumäne, der lange Hosen anhat, ist ein Landesverräter“.
1909 gewährte der ehemalige ungarische Ministerpräsident Baron Dezső Bánffy Funder ein Gespräch, in dem auch Tisza erwähnt wurde. Funder zufolge sagte Bánffy unter anderem, dieser „gescheite, eigensinnige und stolze Mann bedeute ein furchtbares Risiko für Ungarn.“ Tisza sei „gefährlich wie ein offenes Rasiermesser“. Die nötige Wahlrechtsreform etwa werde er nur zum Schein machen, weil er selbst der herrschenden Klasse angehöre. Diese Vorhersage wurde später Realität. Tisza sei damals laut Funder ein „trotziger, stoischer Kämpfer“ gewesen.
Am 5. Juni 1912 verübte ein Reichstagsabgeordneter ein Attentat auf Tisza. Am 2. Jänner 1913 duellierte sich Tisza per Säbel mit dem Reformpolitiker und späteren republikanischen Ministerpräsidenten Károlyi. Beide wurden leicht verletzt.
Am 10. Juni 1913 kehrte der 1905 abgewählte Tisza an die Spitze der ungarischen Regierung zurück, als sein Vorgänger László Lukács wegen fragwürdiger Wahlkampffinanzierung zurücktrat, nachdem ein Budapester Gericht in der diesbezüglichen Kritik des von Lukács beklagten oppositionellen Abgeordneten Zoltán Désy keine Ehrenbeleidigung gesehen hatte. Tisza und Lukács hatten die Nationale Arbeitspartei gegründet und mit ihr 201 Mandate erhalten. Mit einer Geschäftsordnungsreform gelang es Tisza, die Obstruktion seiner Gegner im Reichstag zu beenden.
Am 20. August 1913 duellierte er sich mit dem oppositionellen Abgeordneten György (Georg) Pallavicini (1881–1946), der Tisza der Zeugenbeeinflussung im Ehrenbeleidigungsprozess Lukács gegen Désy beschuldigt haben soll. Es wurden ebenfalls beide Duellanten verletzt. In der Regierungsfraktion wurde dazu behauptet, die Opposition wolle nun nicht nur Maßnahmen des Ministerpräsidenten kritisieren, sondern auch seinen Charakter in Frage stellen.
Die schon von seinem Vater und anderen Vorgängern betriebene rigorose Magyarisierungspolitik, die vor allem unter der slowakischen Bevölkerung und den Ungarndeutschen Erfolge verzeichnete, ließ den Bevölkerungsanteil der Magyaren auf knapp über die Hälfte anwachsen. Zwischen 1880 und 1910 stieg der Prozentsatz der sich als Magyaren bekennenden Bürger Ungarns (ohne Kroatien) von 44,9 auf 54,6 Prozent. Mit Hilfe des reaktionären Wahlrechts, das nur den privilegierten Teil der Bevölkerung zur Wahl zuließ – 1913 waren nur 7,7 % der Gesamtbevölkerung wahlberechtigt (oder durften öffentliche Ämter bekleiden) – wurde die reaktionäre Struktur des Vielvölkerstaates Ungarn zementiert.

### Im Krieg
Im Krieg bewirkte die Abneigung der Armeespitze gegen alles Serbische besonderen Argwohn gegenüber den in Kroatien lebenden Serben. Das Armeeoberkommando trat an Tisza mit der Bitte heran, der k.u.k. Armee die politische Macht in Kroatien zu übertragen, da man der Überzeugung war, die Zivilbehörden gingen nicht streng genug gegen Landesverrat vor. Tisza lehnte ab: Mehreren Rücktrittsdrohungen seinerseits ist zu verdanken, dass die Zivilverwaltung weiterhin im Amt blieb.
1916 arbeitete der rumänische Reichstagsabgeordnete Iuliu Maniu an einem Forderungsprogramm der Rumänen Siebenbürgens an die Budapester Regierung mit. Tisza intervenierte daraufhin beim k.u.k. Kriegsministerium und erreichte die sofortige Einberufung Manius in die Armee, wie Maniu im November 1918 in Wien selbst aus seinem Militärakt ersehen konnte.
Kaiser Karl I. hatte sein Amt erst vor wenigen Stunden angetreten, als Tisza ihn am 22. November 1916 in Schloss Schönbrunn besuchte. Dem Ministerpräsident war es sehr dringend, Karl auf die Königskrönung in Budapest (und die damit verbundene Anerkennung der historischen Rechte Ungarns) festzulegen. (Franz Ferdinand hatte die Verzögerung dieser Krönung geplant, um zuvor wesentliche Reformen im Gefüge der Doppelmonarchie durchsetzen zu können.) Die Krönung fand am 30. Dezember 1916 statt.
Das Königreich Rumänien trat am 27. August 1916 auf Seiten der Entente gegen die Mittelmächte in den Ersten Weltkrieg ein. Kriegsziel war die Besetzung Siebenbürgens. 
Die rumänische Invasion Siebenbürgens konnte nur durch deutsche Hilfe aufgehalten werden, dies beschädigte Tiszas Prestige nachhaltig: „Der Zauber war gebrochen“.
Der Rücktritt Tiszas als Ministerpräsident am 23. Mai 1917 (tatsächliches Ausscheiden am 15. Juni 1917) war nach Brook-Shepherd der Gipfelpunkt eines persönlichen Kampfes zwischen Tisza und seinem Herrscher. Karl habe in Ungarn Schritt für Schritt das allgemeine Wahlrecht einführen wollen; Tisza sei aber trotz seiner staatsmännischen Größe politisch fast ein Mann des Mittelalters gewesen und habe „Wahlrechtsradikalismus“ abgelehnt. Nur 12 % der 20 Millionen Bewohner seien wahlberechtigt gewesen. Nach Tiszas erzwungenem Abgang sei in Budapest aber ein Vakuum an Integrität und Autorität entstanden.
Auch nach dem Sturz seiner Regierung im Mai 1917 blieb Tisza als Führer der parlamentarischen Mehrheit der starke Mann Ungarns. Die Regierung Wekerle folgte auf allen wesentlichen Gebieten, insbesondere der Nationalitätenpolitik, der Linie ihres Vorgängers. Wekerles Standpunkt in der südslawischen Frage war Tiszas Standpunkt. 
Tisza war nicht aus moralischen oder antiimperialistischen Gründen gegen die Expansion der Doppelmonarchie. Seine Bedenken bestanden im prekären Gleichgewicht zwischen den beiden Reichshälften, das seiner Meinung nach schon genug erschüttert war. 
Nicht zuletzt um dieses wieder zu festigen und innere Probleme nach außen abzulenken, war der Balkankrieg (der zum Weltkrieg wurde) von Österreich-Ungarn begonnen worden.

## Außenpolitik
Unter Ministerpräsident Tisza und Stephan Burián, im Ministerrat für gemeinsame Angelegenheiten in Wien abwechselnd k.u.k. Reichsfinanzminister und k.u.k. Außenminister, erreichte Ungarn so großen Einfluss auf die Außenpolitik Österreich-Ungarns wie nie zuvor. Der Einfluss Ungarns in Europa war dadurch so groß wie zuletzt zum Ende des Mittelalters.

### Dualismus und Entscheidung zum Krieg
Tiszas politisches Denken und seine Phraseologie wurden mehr als das aller anderen ungarischen Politiker seiner Zeit durch die dualistische Struktur der Monarchie bestimmt. Er war am 7. Juli 1914 unter anderem deswegen gegen die Auslösung des Krieges, weil er befürchtete, ein Sieg könnte zur Annexion Serbiens führen und damit das slawische Element in Österreich-Ungarn auf Kosten der Magyaren stärken.
Erst als der Gemeinsame Ministerrat am 19. Juli 1914 im Laufe der Julikrise beschloss, keine größeren serbischen Gebiete zu annektieren (die die dualistische Struktur der Monarchie gefährdet hätten), stimmte Tisza dem von ihm an sich befürworteten Krieg zu.
Laut Tisza konnte der ungarische Nationalstaat seinen eigenen Fortbestand nur so lange sichern, als er paritätisch mitbestimmender Faktor einer starken, mächtigen, geachteten und aktionsfähigen Großmacht an der Donau bleibt. Wenn sich Tisza auf Ungarn als Nationalstaat bezog, argumentierte er allerdings fern der ethnographischen Realität. Dies musste auch bei einem ansonsten so nüchternen Staatsmann zu illusionistischen Folgerungen führen. Er hielt zwar die Einverleibung größerer Gebiete Serbiens für eine Gefahr für die innere Struktur der Monarchie, verlangte aber für den Fall einer austropolnischen Lösung (Angliederung Kongresspolens an Cisleithanien) als Kompensation für Transleithanien die Eingliederung von Bosnien und Herzegowina sowie Dalmatien mit rein slawischer Bevölkerung und später, als die Monarchie statt Polen rumänische Gebiete erhalten sollte, die Angliederung eines großen Teils der Walachei.
„In beiden Fällen ließ er das realistische Element seiner politischen Auffassung außer acht, dass nämlich der geringste Zuwachs der Nationalitäten Ungarns das innere Gleichgewicht in höchstem Maße gefährde, nur darauf bedacht, innerhalb der dualistischen Staatsstruktur einen territorialen und zahlenmäßigen Zuwachs Österreichs sogleich durch einen ähnlichen Zuwachs des Ungarischen Königreiches auszugleichen. Dies war politischer Illusionismus“.

### Angst vor Trialismus
Der österreichische Ministerpräsident Heinrich Clam-Martinic wusste 1917, dass föderalistische Pläne für die Gesamtmonarchie, insbesondere so lang Tisza an der Spitze der Budapester Regierung stand, außerhalb des Bereichs der politischen Möglichkeiten lagen.
Tisza wollte vor allem vermeiden, dass eine Expansion in den Ausbau des Dualismus zu einem Trialismus mündet, weil dadurch der Einfluss des schon bisher kleineren Partners Ungarn auf die Gesamtpolitik der Monarchie geschrumpft wäre. Gerade in der Außenpolitik hatte Ungarn durch seine geschickte Politik und seine im Vergleich zur anderen Reichshälfte größere innenpolitische Stabilität einen über seine eigentliche Macht und Bedeutung hinausgehenden Einfluss gehabt, sie in den letzten Jahren fast schon bestimmt.
Dass der ungarische Ministerpräsident, abgesehen von wenigen unbedeutenden Grenzverbesserungen, ursprünglich auch keinerlei direkte Annexionen für seine Reichshälfte erstrebte (einzigartig für eine kriegsführende Kontinentalmacht im Ersten Weltkrieg!), lag an der territorialen Saturiertheit seines Landes. Beim Ausgleich mit Österreich im Jahre 1867 waren alle Gebietsforderungen der Ungarn, begründet auf historischen Rechten und Ansprüchen, erfüllt worden. Jegliche Angliederung von nennenswert großen, notgedrungen fremdsprachigen Gebieten, hätte die prekäre magyarische Vorherrschaft in Ungarn unweigerlich gefährdet und lag daher nicht im Interesse ihrer konservativen Führung.
Noch Anfang Oktober 1918 hatte Tisza „den Mut seiner Überzeugung“, als er „in einer hemmungslosen Rede“ in Sarajewo die Bestrebungen der Südslawen, einen eigenen Staat zu gründen, verurteilte. Er nannte das Selbstbestimmungsrecht der Völker eine hohle Phrase. Am 17. Oktober kritisierte er im Budapester Parlament die Tschechen mit den Worten „Die tschechische Frage ist nichts weiter als die Lust der Tschechen am Stehlen.“

### Tiszas Ungarn aus deutscher Sicht
Kaiser Wilhelm II. und das deutsche Auswärtige Amt beurteilten die beiden Reichshälften danach, wie es ihnen gelang, mit ihren Nationalitäten fertigzuwerden, sie also mehr oder weniger effektiv zu unterdrücken. Darin waren die Ungarn offensichtlich konsequenter, was die deutsche Vorliebe für Ungarn erklärt, besonders die Hochschätzung des deutschen Kaisers für Tisza und seine kraftvolle Politik (im Gegensatz zur österreichischen Politik von Berchtold und Stürgkh).
Am 12./13. Juni 1914 kam es über diese Einschätzung zu einer Kontroverse zwischen Wilhelm II. und Franz Ferdinand, als der deutsche Kaiser den Thronfolger in dessen Schloss Konopischt in Böhmen besuchte. Als Wilhelm Tisza lobte, erwiderte der Erzherzog nach deutschen Akten scharf, Tisza sei „ein Diktator in Ungarn und möchte es auch in Wien sein“, er arbeite „für eine unabhängige ungarische Armee“. Wenn man behaupten dürfe, dass die Außenpolitik gescheitert sei, dann trage daran Tisza die Schuld, weil er die Rumänen in Ungarn schlecht behandle.
Der deutsche Botschafter in Wien, Tschirschky, berichtete im Mai 1914 nach Berlin, Franz Ferdinand wolle nach seiner Thronbesteigung Tisza sofort entlassen. Tisza soll von dieser Absicht gewusst und im Gegenzug mit einer nationalen Revolution gedroht haben. Nach dem tödlichen Attentat auf Franz Ferdinand am 28. Juni 1914 in Sarajewo gehörte Tisza zu den vielen, die hypothetisch als Anstifter bzw. Verschwörer kursierten. Ludwig Windischgrätz hält fest, als die Nachricht von der Ermordung Franz Ferdinands in Budapest eingetroffen sei, sei „in der Partei Tiszas nur unverhohlene Freude zu bemerken“ gewesen.
Noch mehr als die militärischen Misserfolge der Monarchie beunruhigten den Verbündeten das angebliche Zurücktreten der österreichischen Reichshälfte gegenüber der ungarischen, vor allem was die Außenpolitik betraf, und die mögliche Trennung der Reichshälften, die das Ende des Großmachtstatus der Donaumonarchie bedeutet hätte.
Aus deutscher Sicht beließ Österreichs bürokratische Verwaltung, ohne öffentliche oder parlamentarische Unterstützung, ohne Verständnis für den verbreiteten Nationalismus, die österreichischen Staatsmänner in einer verletzlichen Position. Ungarn hingegen, durch die Stärke Tiszas, mit seiner parlamentarischen Mehrheit im Rücken, erschien fast gleichwertig mit Deutschland. In der Realität hatte sich Österreich bis 1914 in seinem Reichsrat, seit 1907 mittels allgemeinem (Männer-)Wahlrecht gewählt, mit den divergierenden Interessen seiner Nationalitäten geplagt, während Ungarn ohne demokratisches Wahlrecht und ohne Gleichberechtigung der Nationalitäten „kraftvoll“ regiert werden konnte.
Andererseits berichtete Botschafter Tschirschky im September 1916 nach Berlin: Die ungarische Regierung, Graf Tisza an der Spitze, betreibe enge magyarische Politik; sie kenne trotz aller hochtönenden Phrasen keine großen Gesichtspunkte, und es fehle ihr jedes Verständnis für die gemeinsame Not und für die gemeinsamen hohen Ziele des Gesamtstaates. Auch Feldmarschall Conrad war in seinen 1921–1925 verfassten Memoiren dieser Meinung.

## Tod
István Tisza war eines der wenigen Todesopfer der ungarischen Asternrevolution Ende Oktober 1918. Es wird berichtet, Tisza habe sich am 31. Oktober geweigert, durch das Fenster zu fliehen, obwohl er vor einem Anschlag gewarnt wurde. „Ich springe nirgendwo hin. Wie ich gelebt habe, so werde ich sterben“ habe er geantwortet.
Gegen fünf Uhr Nachmittag entwaffneten acht revolutionäre Soldaten widerstandslos die fünf zu Tiszas Bewachung abgestellten Gendarmen und betraten die Villa. Die Eindringlinge machten ihn für die Katastrophe des Krieges verantwortlich und erschossen ihn, als er aus Rücksicht auf seine anwesende Frau und seine Nichte den Revolver weglegte. Seine letzten Worte sollen „Es musste so kommen“ gewesen sein.

## Schriften (Auswahl)
- Von Sadowa nach Sedan. Warnsdorf 1916 (online})
- Briefe (1914–1918). Band 1, Berlin 1928.
- Küzdelem a parlamentárizmusért (Kampf dem Parlamentarismus, 1904)